# Kwahu sud
Le district de Kwahu sud est l’un des 17 districts de la Région Orientale (Ghana).

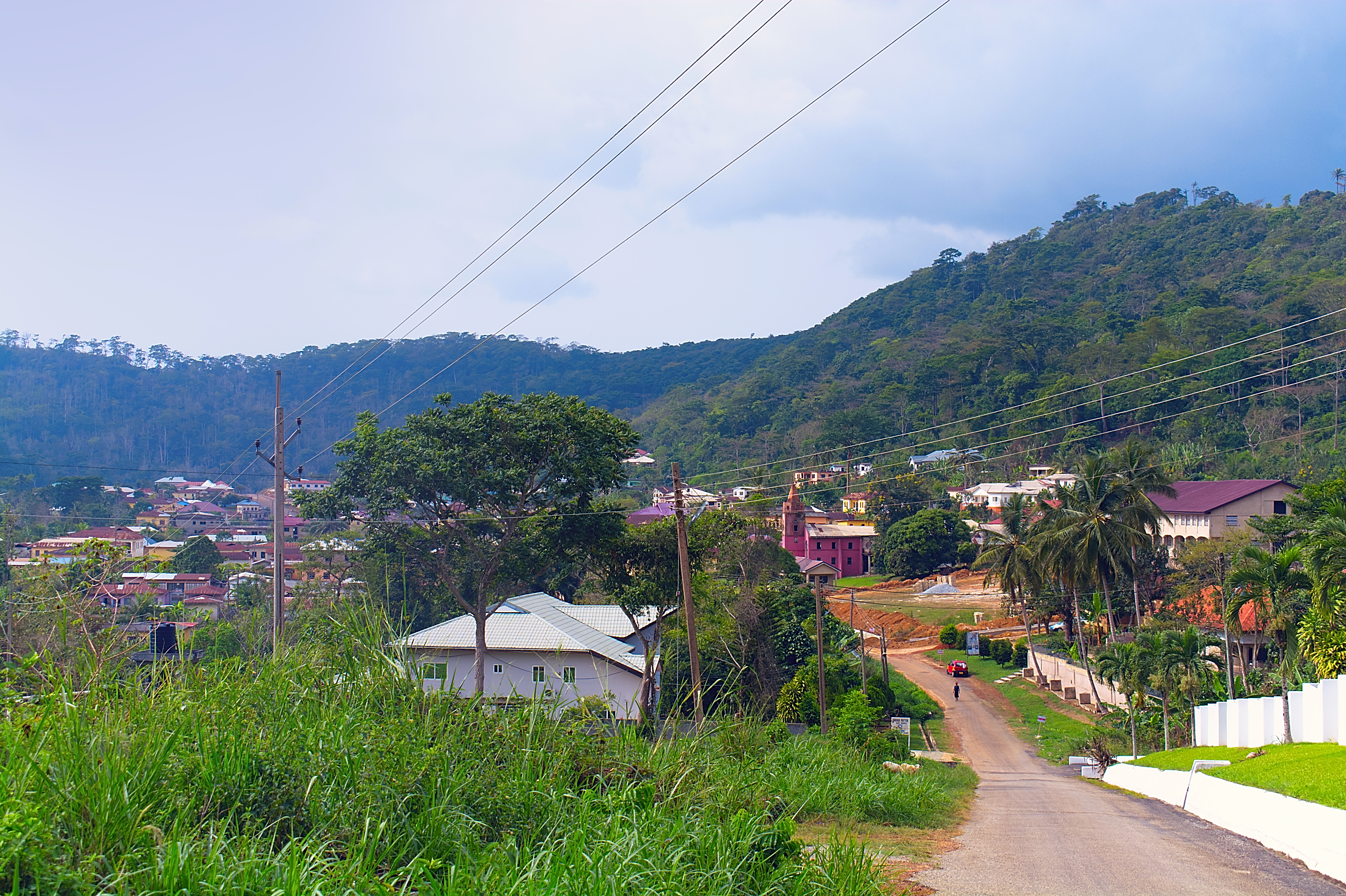
Canton de Kwahu Twenedurase